# Cô bé Fadette
Cô bé Fadette (La Petite Fadette) là tiểu thuyết tiêu biểu cho giai đoạn Đồng quê của nhà văn Pháp George Sand, được viết vào năm 1849. Năm 1900, tiểu thuyết được chính thức phát hành bởi nhà xuất bản Henry Holt and Company. Cô bé Fadette cũng được chuyển thể thành phim truyền hình vào năm 2004.

## Nội dung
Cuốn sách đưa người đọc trở lại với đồng quê nước Pháp thế kỷ 19. Ông bà Barbeau là những người nông dân đáng kính và tương đối giàu có trong vùng Cosse. Khi hai anh em sinh đôi Sylvinet và Landry ra đời, họ đã bỏ ngoài tai những lời khuyên và không tách biệt chúng từ nhỏ. Do đó, khi lớn lên, chúng luôn bên nhau và yêu thương nhau nhiều hơn bất cứ điều gì khác. Tuy vậy, họ lại khá khác nhau, Landry mạnh mẽ hơn về cả thể chất lẫn tinh thần. Nhưng khi 14 tuổi, Landry phải đến làm việc trong một trang trại lân cận. Trong khi Landry cố che giấu sự buồn phiền khi phải xa anh trai thì Sylvain lại khóc và rất hay bộc lộ cảm xúc ra ngoài.
Trong khi đi tìm anh trai mình, Landry đã gặp Fadette. Fadette, cùng với đứa em ốm yếu, lớn lên trong sự đùm bọc của bà ngoại, một bà lão già nua, cay nghiệt, bị người đời xa lánh. Fadette giúp Landry đi tìm anh trai và anh đã hứa rằng nếu cô còn phải giúp anh một lần nữa thì cô có thể yêu cầu anh làm bất cứ điều gì cô muốn. Và Landry đã cần tới lời khuyên của cô thêm một lần nữa để vượt qua sông.
Do đó, Fadette yêu cầu anh nhảy với một mình cô tại lễ hội làng tiếp theo. Landry rất khó chịu vì cô mang tiếng xấu và ngoài ra, anh muốn nhảy với Madelon, một cô gái xinh đẹp mà anh thích. Tuy nhiên, anh miễn cưỡng giữ cho lời hứa của mình và thậm chí bảo vệ Fadette khi chàng trai khác làm phiền cô. Fadette xấu hổ, cô nói với Landry rằng anh có thể khiêu vũ với bất cứ ai mà anh muốn rồi bỏ đi. Tuy nhiên, Landry bí mật theo sau và thấy cô khóc. Sau đó, họ nói chuyện trong bóng tối và Landry nhận ra rằng cô là một người rất tử tế, thông minh và không đáng bị khinh thường. Anh thậm chí còn muốn hôn cô nhưng cô từ chối, nói rằng anh sẽ hối hận vào ngày hôm sau. Hôm sau, Landry không hiểu sao mình lại cảm thấy sức hấp dẫn từ Fadette. Nhưng chẳng bao lâu sau, anh vô tình nghe được cuộc trò chuyện giữa Fadette và Madelon, cho thấy một bên thì tốt bụng và khiêm tốn, một bên lại kiêu ngạo và tự đắc. Điều đó lại khơi dậy những tình cảm mà Landry dành cho Fadette.
Sau đó, Fadette và Landry bí mật yêu nhau. Sylvinet nhận thấy nhiều điều đổi khác ở em trai mình. Anh phát hiện ra bí mật giữa họ, nhưng giữ kín nó. Còn Madelon, khi phát hiện ra, lại kể cho tất cả mọi người trong làng. Mọi người, bao gồm cả cha mẹ Landry đều hết sức bất ngờ và giục anh mau chóng kết thúc mối quan hệ. Landry không đồng ý nhưng Fadette quyết định bỏ đi. Một số thời gian sau, Landry cũng rời khỏi làng.
Khi Fadette quay về làng, cô đã trở thành một người xinh đẹp và đáng kính. Sau khi bà ngoại mất, cô mới phát hiện ra bà có rất nhiều tài sản và nhờ có số tiền thừa kế, cô có thể chăm sóc tốt cho bản thân và em trai. Tất cả mọi người trong làng cuối cùng đã quý mến Fadette và cha mẹ của Landry chấp nhận lễ đính hôn của họ. Nhưng sự ghen tị một lần nữa làm cho Sylvain mắc bệnh. Mặc dù ban đầu anh từ chối gặp Fadette, nhưng cô đã chữa khỏi bệnh cho anh và anh cũng đã chấp nhận cô, thậm chí nhiều hơn thế. Ở đoạn cuối truyện, Landry kết hôn với Fadette còn Sylvinet nhập ngũ. Mặc dù Landry không biết, nhưng mẹ của anh và có thể cả Fadette cũng nhận ra rằng Sylvain đã yêu cô và không muốn phá vỡ hạnh phúc của Landry.